# Tansarga
Tansarga è un dipartimento del Burkina Faso classificato come comune, situato nella Provincia di Tapoa, facente parte della Regione dell'Est.
Il dipartimento si compone del capoluogo e di altri 16 villaggi: Banduo, Bobomondi, Bodiaga, Boupiena, Diafouanou, Diamanga, Kabougou, Katela, Kobdari, Kombongou, Kotchari, Kpenkouandi, Malpoa, Natongou, Piélgou e Toptiagou.